# Lend-Lease

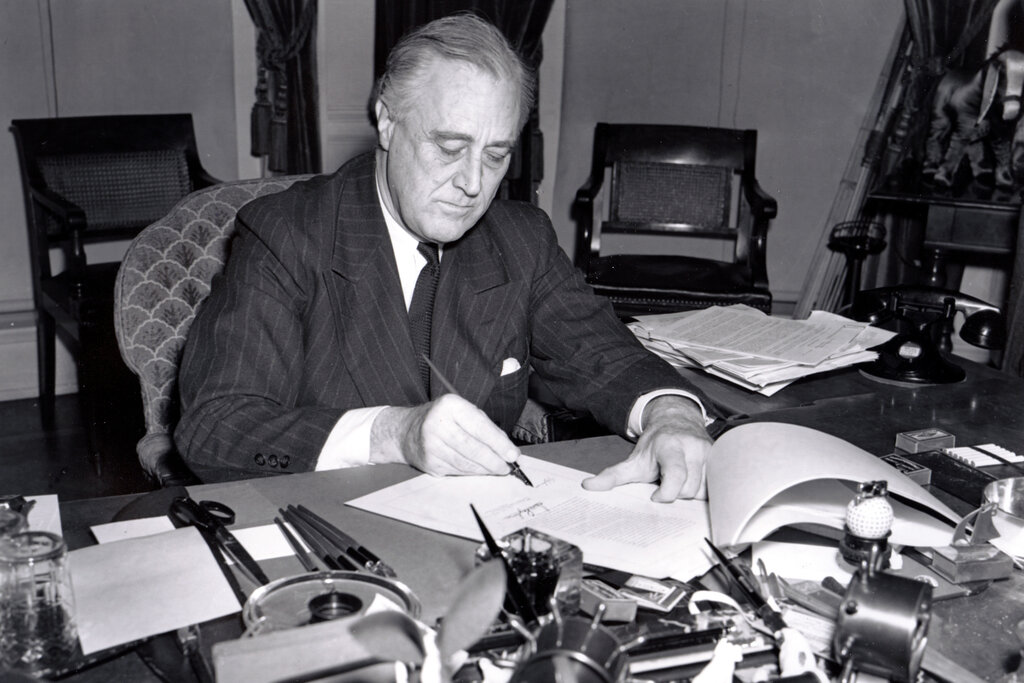
Presidente Franklin D. Roosevelt assina o projeto de lei Lend-Lease para dar ajuda à Grã-Bretanha, União Soviética e China (1941).

Lend-Lease (Direito Público 77-11)  foi o programa através do qual os Estados Unidos forneceram, por empréstimo, ao Reino Unido, a União Soviética, China, França Livre e outras nações aliadas, armas e outros suprimentos, entre 1941 e 1945.
O programa foi assinado em lei em 11 de março de 1941, um ano e meio após a eclosão da Segunda Guerra Mundial na Europa, mas nove meses antes de os EUA entrarem na guerra, em dezembro de 1941. Formalmente intitulado "Um Ato Para promover ainda mais a Defesa dos Estados Unidos", a lei terminou a "pretensão" de neutralidade dos Estados Unidos.
Um total de US$ 50,1 bilhões (equivalente a 647 bilhões de dólares de hoje) no valor de suprimentos foram enviados: 31,4 bilhões de dólares à Grã-Bretanha, 11,3 bilhões de dólares para a União Soviética, US$ 3,2 bilhões para a França, e US$ 1,6 bilhão para a China. Nos termos do acordo, o material podia ser usado por essas nações sem pagamento até o momento da sua devolução ou destruição. Após a data de encerramento do programa, o material que não tinha sido destruído foi vendido à Grã-Bretanha com desconto como empréstimos de longo prazo dos Estados Unidos.
O Canadá realizou um programa semelhante que enviou US$ 4,7 bilhões em suprimentos para o Reino Unido e para a União Soviética.
Este programa foi um passo decisivo para o afastamento da política não-intervencionista, que tinha dominado as relações externas dos Estados Unidos desde o fim da Primeira Guerra Mundial, para uma participação internacional.

## Contexto histórico
Após a queda da França, a Grã-Bretanha tornou-se o único país europeu ativamente engajado na guerra contra a Alemanha nazista. A Grã-Bretanha estava pagando por seu suprimento com ouro, como exigido pelos norte-americanos nos "Atos de Neutralidade" assinados na década de 1930. Mas, em 1941, a Grã-Bretanha estava em falta de dinheiro.
Durante este mesmo período, o governo dos EUA começou a mobilização para uma possível guerra, instituindo pela primeira vez, durante período de paz, o serviço militar obrigatório  e aumentando em cinco vezes o orçamento de defesa (de US$ 2 bilhões a US$ 10 bilhões). Entretanto, como os britânicos começaram a ter falta de dinheiro, armas e outros suprimentos, o primeiro-ministro Winston Churchill pressionou o presidente Franklin D. Roosevelt para a ajuda americana. Simpático para a situação britânica, mas dificultado pelos Atos de Neutralidade, que proibiam a venda de armas a crédito ou o empréstimo de dinheiro para as nações beligerantes, Roosevelt finalmente teve a ideia do "Lend-Lease".

Em dezembro de 1940, o presidente Roosevelt proclamou que os EUA seriam o "Arsenal da Democracia" e propôs a venda de munições para a Grã-Bretanha e Canadá. Isolacionistas do Partido Republicano impuseram uma forte oposição, advertindo que isto causaria a participação americana na guerra, no que era visto pela maioria dos americanos como essencialmente um conflito europeu. Com o tempo, no entanto, a opinião mudou com um número crescente de americanos começando a ver a vantagem de financiar a guerra dos britânicos contra a Alemanha, enquanto permanecesse fora das hostilidades.

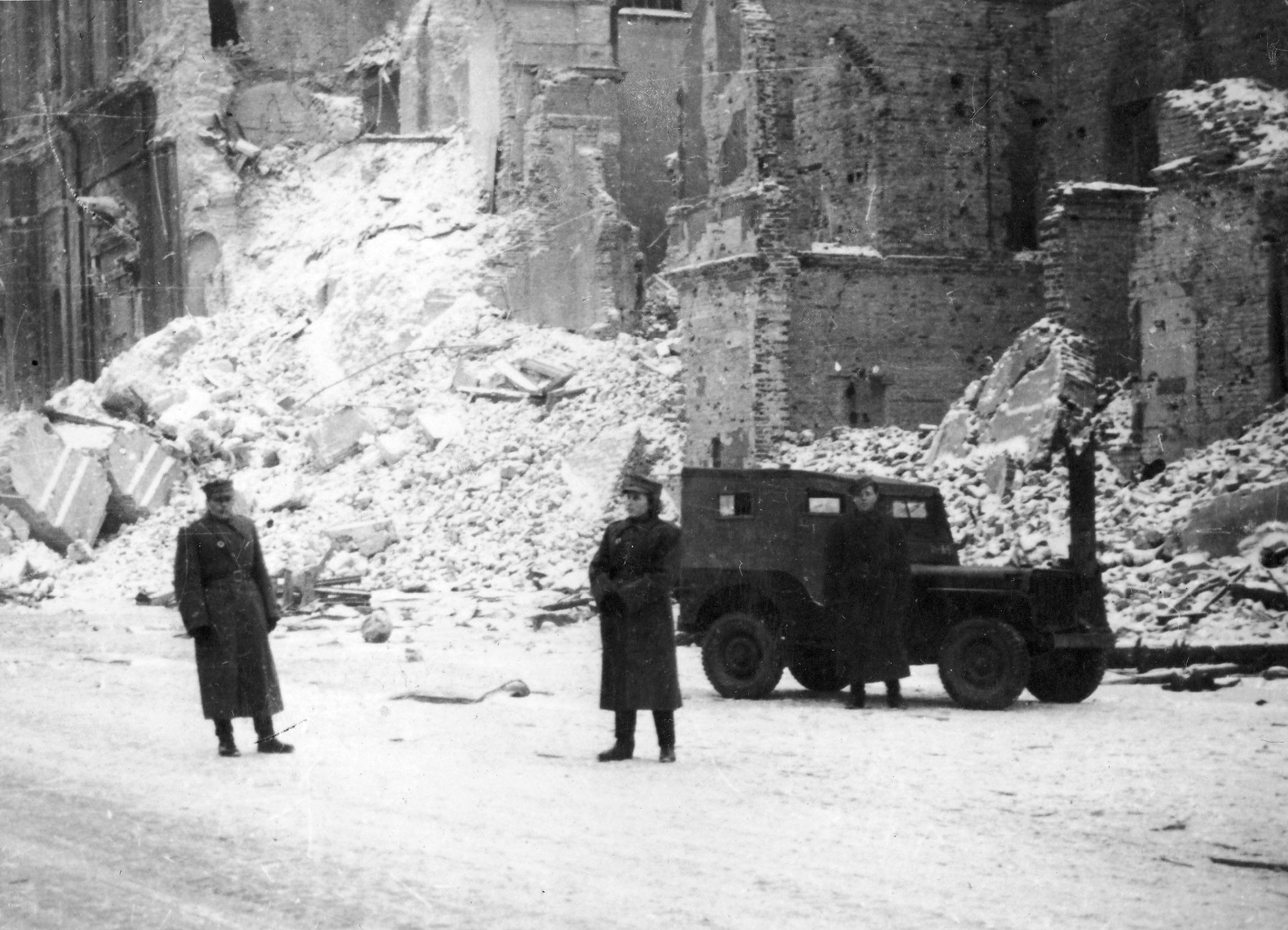
Varsóvia em 1945: Jeep Willys usado por Primeiro Exército Polaco (PT-PT)/Polonês (PT-BR) como parte do programa americano Lend-Lease.

A posição americana era ajudar os britânicos, mas não entrar na guerra. No início de fevereiro de 1941, uma pesquisa da Gallup revelou que 54 por cento dos americanos eram irrestritamente a favor do Lend Lease, e apenas 22 por cento eram irrestritamente contra a proposta do Presidente. Uma pesquisa revelou uma divisão nítida política: 69 por cento dos democratas eram totalmente a favor do lend-lease, enquanto que apenas 38 por cento dos republicanos favorecia o projeto de lei.
Quando a Câmara dos Representantes finalmente votou o programa, em 9 de fevereiro de 1941, a passagem por 260 contra 165 votos se sustentava em grande parte pelas fileiras do partido. 238 Democratas votaram a favor e 25 contra. Os Republicanos, 24 a favor e 135 contra.
A votação no Senado, que teve lugar um mês depois, revelou uma divisão partidária semelhante: 49 democratas (79 por cento) votaram "sim", com apenas 13 democratas (21 por cento) votaram "não". Em contrapartida, 17 republicanos (63 por cento) votaram "não", enquanto 10 republicanos do Senado (37 por cento) ficaram ao lado dos democratas para aprovar o projeto.

Os Estados Unidos necessitavam de uma substituição para o M3 Lee, por isso, um dos motivos de contrato foi a venda do projeto Inglês "Sherman" para a U.S Army Ordenance Department, que com esse produziu o M4 Sherman e suas outras 7 variantes.

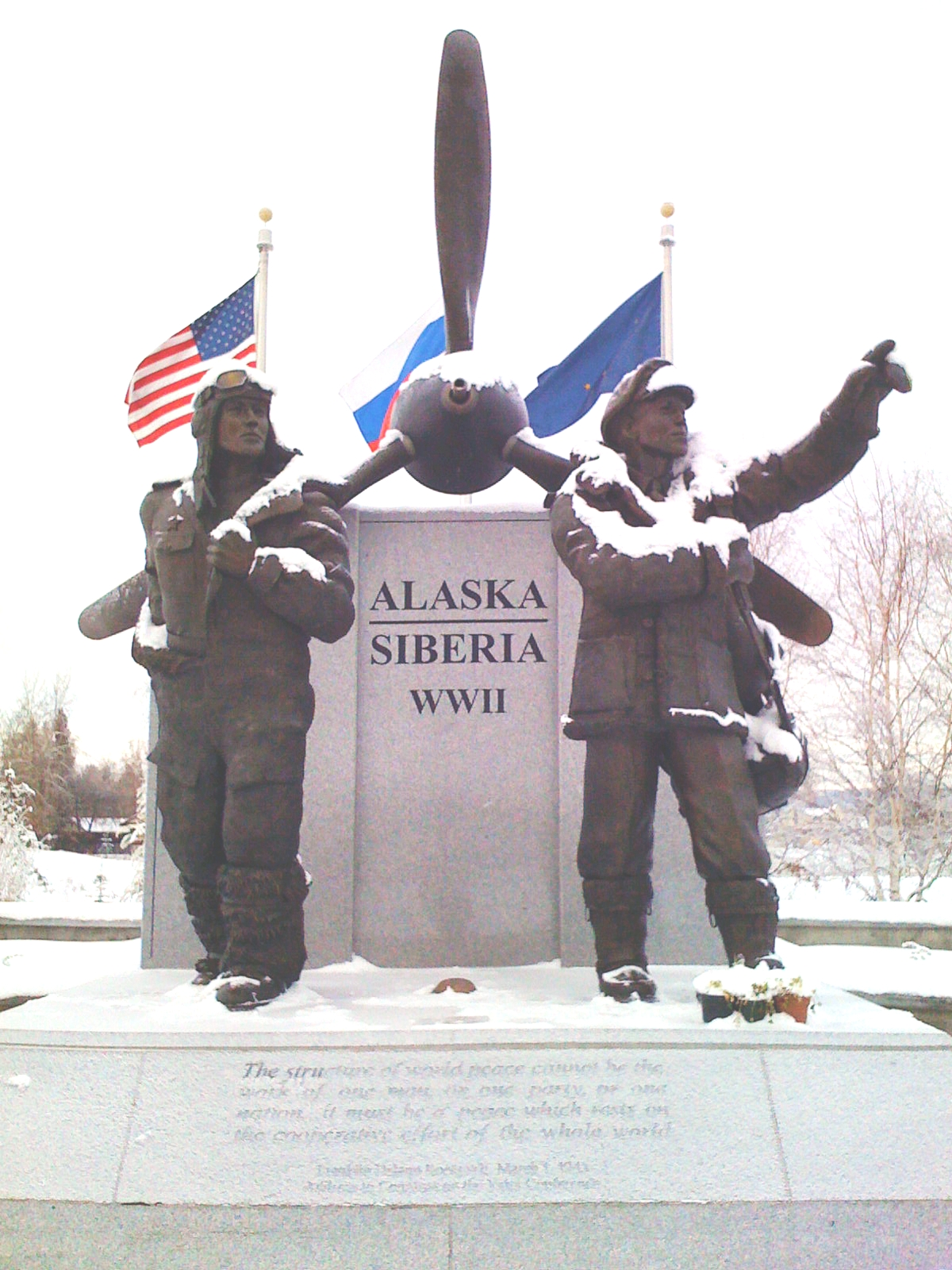
O Memorial Lend-Lease em Fairbanks, Alaska comemora o envio de aviões dos EUA para a União Soviética ao longo da Rota Noroeste Staging.

O presidente Roosevelt assinou a lei do programa lend-lease em lei em 11 de março de 1941, que permitiu-lhe "vender, transferir, trocar, alugar, emprestar ou alienar, a qualquer governo [cuja defesa o presidente considerar essencial para a defesa dos Estados Unidos] qualquer artigo de defesa". Em abril de 1942, essa política foi estendida para a China e, em outubro, para a União Soviética.

## Importância
O programa Lend-Lease foi um fator crítico para o sucesso dos Aliados na Segunda Guerra Mundial. De 1943 a 1944, cerca de um quarto de todas as munições britânicas foram fornecidas através do lend-lease. Aeronaves constituíram cerca de um quarto dos suprimentos embarcados para a Grã-Bretanha, seguido por veículos, alimentos, e navios.
A URSS era altamente dependente do transporte ferroviário, mas a guerra praticamente encerrou a sua  produção de equipamento ferroviário: apenas cerca de 92 locomotivas foram produzidas por eles. Duas mil locomotivas e 11 000 vagões foram fornecidos pelo programa Lend-Lease. Da mesma forma, a força aérea soviética recebeu 18 700 aeronaves, o que correspondeu a cerca de 14% da produção de aviões soviéticos (19% das aeronaves militares).
Embora a maioria das unidades de tanques do Exército Vermelho fosse equipada com carros de combate construídos na União Soviética, seu apoio logístico foi fornecido por centenas de milhares de caminhões fabricados nos Estados Unidos. De fato, em 1945, cerca de dois terços dos caminhões do Exército Vermelho foram construídos nos EUA. Concessões americanas de cabo de telefone, alumínio e rações enlatadas também foram enormes.

## Citações
Joseph Stalin, durante a Conferência de Teerã, em 1943, reconheceu publicamente a importância dos esforços americanos durante um jantar na conferência: 

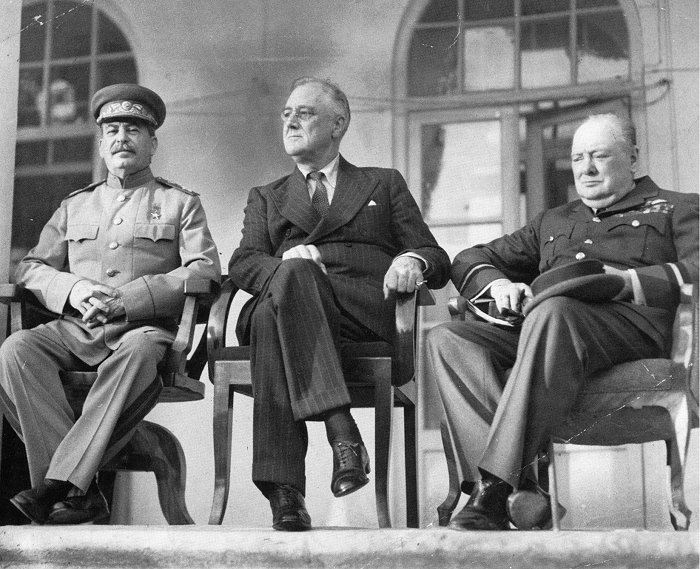
"Os três grandes": Joseph Stalin, Franklin D. Roosevelt e Winston Churchill na Conferência de Teerã, em 1943.

Sem a produção americana, as Nações Unidas nunca poderiam ter vencido a guerra.— Times Magazine

## Entregas dos EUA para a URSS
As entregas americanas para a União Soviética foram através dos Comboios do Ártico, o Corredor Persa, e a Rota do Pacífico.
- A rota ártica era a rota mais curta e mais direta para a ajuda a URSS, embora fosse também a mais perigosa. Aproximadamente 3 964 000 toneladas de mercadorias foram transportadas por via dos Comboios do Ártico, sendo 7% perdida, enquanto 93% chegou em segurança.[15] Isto constituiu cerca de 23% do total da ajuda para a URSS durante a guerra.
- O Corredor Persa era o caminho mais longo, e não estava totalmente operacional até meados de 1942. Posteriormente, viu a passagem de 4 160 000 de toneladas de mercadorias, 27% do total.[15]
- A Rota do Pacífico inaugurado em Agosto de 1941, mas foi afetada pelo início das hostilidades entre o Japão e os EUA, depois de dezembro de 1941, e apenas os navios soviéticos poderiam ser utilizados, e, como o Japão e a URSS observaram uma estrita neutralidade para com o outro, apenas bens não militares podiam ser transportados.[16]  No entanto, cerca de 8 244 000 toneladas de mercadorias passou por esta via, 50% do total.[15]

## Reembolso
Os  americanos esperavam o retorno de alguns bens duráveis, como navios. Após a guerra, a Grã-Bretanha quis manter alguns destes equipamentos. Em 1946, os itens foram vendidos à Grã-Bretanha em 10% do valor nominal. O pagamento deveria ser estendido por anuais, a partir de 1951, a juros de 2%. O pagamento final de 83,3 milhões dólares (£ 42 500 000), com vencimento em 31 de dezembro de 2006, foi feito em 29 de dezembro de 2006 (último dia útil do ano). Após este pagamento final da Grã-Bretanha o Secretário do Tesouro, Ed Balls, formalmente agradeceu os EUA por seu apoio durante a guerra.
A Russia também preferiu manter os bens duráveis emprestados, não os devolvendo. Em 18 de agosto de 1972, um tratado foi assinado com o pagamento parcial do valor.